# Hespellia
Hespellia è un genere di batterio appartenente alla famiglia delle Clostridiaceae.